# L'ombra del destino
L'ombra del destino è una miniserie televisiva italiana, trasmessa in prima visione nel 2011, con protagonista Romina Mondello. 

## Distribuzione
La fiction è composta da 6 episodi. È stata trasmessa su Canale 5 a partire da martedì 22 febbraio 2011. Dal 3 marzo viene spostata su Rete 4. Negli anni successivi è stata trasmessa in replica più volte o in fascia notturna o di mattina.

## Trama
L'ispettore Lara Di Falco ritorna dopo tanti anni all'isola di San Giorgio per il riconoscimento del cadavere di un uomo sul quale stava indagando. Sull'isola, ritrova il commissario Pietro Montero, ex-collega ed ex-fidanzato con il quale si occuperà delle indagini sulla misteriosa morte dell'uomo. Dopo poco tempo, altri misteriosi avvenimenti si verificano sull'isola e Lara si accorge che quei fatti corrispondono alle strofe della filastrocca di San Giorgio che viene cantata sull'isola. Molti personaggi saranno coinvolti nella vicenda ma soprattutto Lara e Pietro che dovranno affrontare sia i pericoli che si susseguiranno nel corso di ogni strofa, sia il loro ritrovato sentimento.

## Riprese
Le riprese sono state effettuate su una delle Isole Kerkennah in Tunisia anche perché un'isola chiamata San Giorgio non esiste in Sicilia.

## Ascolti
| n° | Rete     | Prima TV Italia  | Telespettatori | Share  |
| -- | -------- | ---------------- | -------------- | ------ |
| 1  | Canale 5 | 22 febbraio 2011 | 3.345.000      | 12,15% |
| 2  | Canale 5 | 23 febbraio 2011 | 2.967.000      | 10,71% |
| 3  | Rete 4   | 3 marzo 2011     | 1.828.000      | 6,75%  |
| 4  | Rete 4   | 10 marzo 2011    | 1.553.000      | 5,70%  |
| 5  | Rete 4   | 17 marzo 2011    | 1.528.000      | 5,39%  |
| 6  | Rete 4   | 24 marzo 2011    | 2.089.000      | 8,01%  |